# ブライアン・キーフ
ブライアン・キーフ（Brian Keefe, 1976年4月7日 - ）は、アメリカ合衆国マサチューセッツ州ウィンチェスター出身のバスケットボール指導者。NBAのワシントン・ウィザーズでヘッドコーチを務めている。

## 経歴

### 現役時代
UCアーバイン、UNLVでガードとしてプレーし、卒業後に現役を引退した。

### コーチ時代
2000年にサウスフロリダ大学のアシスタントコーチに就任。
2001年から2005年まで、ブライアント大学でアシスタントコーチを務めた。
2007年はNBAのサンアントニオ・スパーズでビデオディレクターを務めた。同年8月にシアトル・スーパーソニックスのアシスタントコーチに就任。後にシーズンMVPを受賞するケビン・デュラント、ラッセル・ウェストブルック、ジェームズ・ハーデンらを指導した。球団名がオクラホマシティ・サンダーに変わってからも在籍し、2010年からはディフェンシブコーディネーターを務めた。
2015-16シーズンはニューヨーク・ニックスでアシスタントコーチを務め、ルーキーのクリスタプス・ポルジンギスを指導した。
2016年8月にロサンゼルス・レイカーズのアシスタントコーチに就任し、ブランドン・イングラムら若手選手を指導した。また、2017-18シーズンからディフェンシブコーディネーターを務め、前年最下位だったチームの平均失点を12位まで向上させた。
2019-20シーズンはかつて在籍したサンダーで再びアシスタントコーチを務めた。
2021-22シーズンからブルックリン・ネッツのアシスタントコーチに就任し、2022-23シーズンまで務めた。
2023-24シーズンからワシントン・ウィザーズのアシスタントコーチに就任。同シーズン途中の2024年1月25日にヘッドコーチのウェス・アンセルド・ジュニアが辞任したため、暫定ヘッドコーチを務めた。シーズン終了後の5月29日、正式にヘッドコーチに就任した。

## ヘッドコーチ成績
| チーム  | シーズン | G  | W | L  | W–L% | シーズン結果      | PG | PW | PL | PW–L% | 最終結果         |
| ------- | -------- | -- | - | -- | ---- | ----------------- | -- | -- | -- | ----- | ---------------- |
| 2023–24 | WAS      | 39 | 8 | 31 | .205 | サウスイースト5位 | —  | —  | —  | —     | プレーオフ未出場 |
| 通算    | 通算     | 39 | 8 | 31 | .205 |                   | —  | —  | —  | —     |                  |